# Akceleracje
Akceleracje (przyśpieszenie) – przemijający wzrost częstości czynności akcji serca płodu o 15 uderzeń na  minutę lub więcej w stosunku do podstawowej częstości, trwający 15 sekund lub dłużej.